# Кильмансегг, Эрих фон
Граф Эрих фон Кильмансегг (нем. Erich Graf von Kielmansegg, 13 февраля 1847 — 5 февраля 1923) — австро-венгерский государственный деятель, министр-президент Цислейтании в 1895. Единственный глава правительства — протестант после канцлера Бейста.

## Жизнь и карьера
Родился в семье Эдуарда фон Кильмансегга (1804—1879), министр-президента Королевства Ганновер и Юлианы фон Цестерфлет (1808—1880). Вырос в Ганновере и Франкфурте-на-Майне, учился в Гейдельбергском университете. После поражения Ганновера в Австро-прусско-итальянской войне в 1866 и аннексии королевства Пруссией, эмигрировал вместе с семьей в Австрию. Изучал право в Венском университете, в 1870 поступил на австрийскую государственную службу. В 1871—1873 работал секретарем министр-президента Адольфа фон Ауэршперга.
С 1876 по 1881 был окружным начальником (Bezirkshauptmann) Бадена (Нижняя Австрия). В 1882—1886 работал в администрациях Буковины и Каринтии в Черновице и Клагенфурте. Затем поступил на службу в Министерство внутренних дел, стал шефом секции государственной полиции.
С 17 октября 1889 по 28 июня 1911 (с перерывом на период работы в должности министр-президента в 1895) Кильмансегг был штатгальтером Нижней Австрии. На время его пребывания в должности приходится присоединение находившихся на территории региона многочисленных пригородов к Вене в 1890 году. Занимался регулированием Дуная в районе столицы.
18 июня — 30 сентября 1895 Кильмансегг, как доверенное лицо императора Франца Иосифа, занимал пост главы переходного (делового) кабинета и министра внутренних дел. Его правительство с самого начала объявило себя техническим, действующим вплоть до утверждения постоянного кабинета.
В 1906 вступила в силу разработанная Кильмансеггом реформа канцелярии, которая упростила движение дел в Нижней Австрии. В дальнейшем основные положения реформы были распространены и на другие регионы. Содействовал развитию спорта и туризма, был поклонником нового вида транспорта — автомобилей.
Кильмансегг умер 5 февраля 1923 года в своей квартире на Ратхаусштрассе в Вене от воспаления легких, похоронен на Дёблингском кладбище.

## Брак и дети
В 1884 году он женился на русской дворянке Анастасии фон Лебедевой (1860–1912). Их брак остался бездетным.